# پوموریه ۱۸۲۶۳
سیارک ۱۸۲۶۳ (به انگلیسی: 18263 Anchialos، نامگذاری:5167T-2) هجده هزار و دویست و شصت و سومین سیارک کشف شده‌است که در ۲۵ سپتامبر ۱۹۷۳ کشف شد.
قدر مطلق سیارک برابر ۱۱٫۶۰ است.